# Daniel Fedorczuk
Daniel Adán Fedorczuk Betancour (2 mei 1976) is een Uruguayaans voormalig voetbalscheidsrechter. Hij was in dienst van FIFA en CONMEBOL tussen 2011 en 2021. Ook leidde hij van 2009 tot 2023 wedstrijden in de Primera División.
Op 30 augustus 2009 leidde Fedorczuk zijn eerste wedstrijd in de Uruguayaanse hoogste divisie, toen Central Español met 2–2 gelijkspeelde tegen River Plate. Tijdens dit duel trok de scheidsrechter zesmaal de gele en viermaal de rode kaart. Zijn debuut in internationaal verband maakte de Uruguayaan tijdens een wedstrijd tussen Guarani en Oriente Petrolero in de Copa Sudamericana; het eindigde in 0–1 en Fedorczuk gaf zes gele kaarten. Op 5 juni 2014 leidde hij zijn eerste interland, toen Argentinië door treffers van Rodrigo Palacio, Javier Mascherano en Maxi Rodríguez met 3–0 won van Trinidad en Tobago. Tijdens dit duel gaf Fedorczuk vier gele kaarten.

## Interlands
| Datum            | Plaats                        | Wedstrijd                       | Uitslag | Competitie           | Kreeg geel | Kreeg voor de tweede keer geel en dus rood | Weggestuurd |
| ---------------- | ----------------------------- | ------------------------------- | ------- | -------------------- | ---------- | ------------------------------------------ | ----------- |
| 5 juni 2014      | Buenos Aires, Argentinië      | Argentinië – Trinidad en Tobago | 3 – 0   | Vriendschappelijk    | 4          | 0                                          | 0           |
| 14 oktober 2015  | Fortaleza, Brazilië           | Brazilië – Venezuela            | 3 – 1   | WK 2018 kwalificatie | 4          | 0                                          | 0           |
| 24 maart 2016    | Quito, Ecuador                | Ecuador – Paraguay              | 2 – 2   | WK 2018 kwalificatie | 3          | 0                                          | 0           |
| 6 juni 2016      | Santa Clara, Verenigde Staten | Argentinië – Chili              | 2 – 1   | Copa América 2016    | 6          | 0                                          | 0           |
| 25 juni 2016     | Glendale, Verenigde Staten    | Verenigde Staten – Colombia     | 0 – 1   | Copa América 2016    | 4          | 1                                          | 1           |
| 1 september 2016 | Barranquilla, Colombia        | Colombia – Venezuela            | 2 – 0   | WK 2018 kwalificatie | 3          | 1                                          | 0           |
| 11 oktober 2016  | Córdoba, Argentinië           | Argentinië – Paraguay           | 0 – 1   | WK 2018 kwalificatie | 3          | 0                                          | 0           |
| 15 november 2016 | La Paz, Bolivia               | Bolivia – Paraguay              | 1 – 0   | WK 2018 kwalificatie | 3          | 1                                          | 0           |